# Meike Evers-Rölver
Meike Evers-Rölver (* 6. Juni 1977 als Meike Evers in Berlin) ist eine ehemalige deutsche Ruderin.

## Sportliche Erfolge
Die Kriminalkommissarin, die bei den Junioren im Einer und im Zweier startete und 1995 im Einer und 1993 im Doppelvierer Junioren-Weltmeisterin wurde, war eine vielseitige Ruderin in den Klassen Einer, Doppelzweier und -vierer. 1997 wurde Evers Weltmeisterin im Doppelzweier, 1999 Weltmeisterin im Doppelvierer.
Nach einem schlechten Ergebnis bei den Olympischen Sommerspielen 1996 in Atlanta mit Platz 13 im Einer, wurde sie 2000 in Sydney zusammen mit Manja Kowalski, Manuela Lutze und Kerstin Kowalski sowie 2004 in Athen mit Kathrin Boron, Manuela Lutze und Kerstin El-Qalqili jeweils Olympiasiegerin im Doppelvierer.

## Ehrenamtliches Engagement
Meike Evers ist als Anti-Doping-Vertrauensperson im DOSB sowie als Mitglied der WADA-Athletenkommission tätig.
Am 17. Juni 2017 wurde sie zur Vizepräsidentin des Landessportverbandes Schleswig-Holstein gewählt.

## Ehrungen
Im Jahr 2004 wurde Meike Evers zur Sportlerin des Jahres von Schleswig-Holstein gewählt.
Für ihre sportlichen Leistungen wurde sie am 16. März 2005 mit dem Silbernen Lorbeerblatt ausgezeichnet.

## Familie
Sie ist seit 6. Juli 2013 verheiratet, trägt seitdem den Namen Evers-Rölver und ist Mutter einer Tochter.